# Micrathetis novarae
Micrathetis novarae là một loài bướm đêm trong họ Noctuidae.